# Kumodraška
La rue Kumodraška (en serbe cyrillique : Кумодрашка) est située dans la municipalité de Voždovac, à Belgrade, capitale de la Serbie.

## Parcours
La rue Kumodraška naît au croisement des rues Triše Kaclerovića, dont elle constitue le prolongement, Ljube Nedića et Ribnička. Elle s'oriente d'abord vers le sud, croise la rue Vitanovačka, laisse sur sa droite les rues Bjelovarska et Unska puis les rues Kraljevačka (à gauche) et Nikšićka (à droite). Elle s'oriente ensuite un moment vers l'est et, au croisement de la rue Darvinova, à nouveau vers le sud. Elle incline son parcours en direction du sud-est et croise le Kružni put voždovački puis, à la hauteur de la rue Topola, elle bifurque vers l'ouest. Elle termine son parcours au niveau de la rue Vojvode Stepe.

## Éducation
L'école élémentaire Veselin Masleša se trouve au n° 72 de la rue.

## Économie
Un supermarché Maxi est situé au n° 97 et un autre au n° 336.
L'hôtel BeotelNet se trouve au n° 241.

## Transports
La rue est desservie par plusieurs lignes de bus de la société GSP Beograd, soit les lignes 18 (Medaković III - Zemun Bačka), 25 (Karaburma II – Kumodraž II), 25P (Karaburma II – Kumodraž), 39 (Slavija – Kumodraž I) et 50 (Ustanička – Banovo brdo). On peut également y emprunter la ligne de minibus E5.